# Jenni Mikkonen
Jenni Mikkonen (nascuda Jenni Honkanen, Lahti, 24 de febrer de 1980) és una esportista finlandesa que va competir en piragüisme en la modalitat d'aigües tranquil·les, guanyadora d'una medalla de bronze al Campionat Mundial de Piragüisme de 2006, en la prova de K2 200 m, i tres medalles al Campionat Europeu de Piragüisme en els anys 2005 i 2008.

## Palmarès internacional
| Campionat Mundial | Campionat Mundial | Campionat Mundial | Campionat Mundial |
| Any               | Lloc              | Medalla           | Competició        |
| ----------------- | ----------------- | ----------------- | ----------------- |
| 2006              | Szeged ( Hongria) | 3                 | K2 200 m          |
| Campionat Europeu |                   |                   |                   |
| Any               | Lloc              | Medalla           | Competició        |
| 2005              | Poznań ( Polònia) | 3                 | K1 200 m          |
| 2006              | Račice ( Txèquia) | 3                 | K2 200 m          |
| 2008              | Milà ( Itàlia)    | 2                 | K2 500 m          |